# Toma de Orizaba
La Toma de Orizaba de 1812 fue una acción militar de la Guerra de Independencia de México, efectuada el 28 de octubre de 1812, en la ciudad de Orizaba, Veracruz. Los insurgentes comandados por el general José María Morelos derrotaron a las fuerzas realistas del jefe realista José Antonio Andrade.

## Antecedentes
José María Morelos creía conveniente conquistar la inmensa zona montañosa del sur y sureste mexicano, lo que implicaba la toma de plazas militares como Acapulco y Oaxaca. Para lograr sus objetivos creyó que sería fundamental cortar la comunicación de la capital con el puerto de Veracruz, objetivo que implicaba la ocupación insurgente de Puebla u Orizaba, que son ciudades ubicadas entre estos dos puntos. 
Durante su estancia en Tehuacán, Morelos se enteró de la situación de defensa en que se encontraba Orizaba. Morelos decidió que era el momento apropiado para su toma, pues en ella se encontraban grandes sumas de dinero propiedad del gobierno virreinal. 
Morelos salió de Tehuacán el 25 de octubre con su ejército insurgente conformado por unos 10 000 hombres, que arribaron a Orizaba el 28 de octubre de 1812, cuando ésta era defendida por el coronel realista José Antonio Andrade, con una guarnición no mayor de 600 hombres. Morelos, tratando de evitar la desigual batalla, envió a un representante para colocar las condiciones de la rendición de la plaza, mismo a lo que se negó el coronel Andrade.

## Toma
Al no recibir la capitulación de la plaza, las tropas insurgentes avanzaron hasta llegar a la Garita, donde el coronel Andrade esperaba el combate. En ese momento las fuerzas insurgentes fueron recibidas por fuertes descargas de artillería y fusilería, lo que les generó muchas pérdidas. Morelos retiró sus tropas y rehízo su acometida, esperando a que las fuerzas de Santa Catarina y San Cristóbal tomaran sus posiciones. Morelos dio órdenes a Hermenegildo Galeana de comenzar un ataque frontal. Morelos tomó el mando de la columna de Santa Catarina con la que logró tomar el Cerro del Borrego, y desde ahí hizo fuego contra la ciudad. El coronel realista José Antonio Andrade envuelto en los fuegos de Galeana y Morelos salió de la ciudad, siendo las once de la mañana cuando se produjo la entrada de Morelos a Orizaba.